# Tao Feng: Fist Of The Lotus
Tao Feng: Fist of the Lotus  là một trò chơi chiếu đấu được John Tobias, Joshua Tsui và David Michicich tạo ra sau khi rời khỏi loạt phim Mortal Kombat với nhà sản xuất Midway. Nó được Microsoft Game Studio phát hành độc quyền trên Xbox vào năm 2003.

## Sản xuất
Trong nhiều năm đã và từng làm việc cộng tác, tác giả game Mortal Kombat thứ hai là John Tobias đã rất lấy làm tự hào bởi 4 thương hiệu danh tiếng của mình mang lại nhiều bằng khen như MK1, MK3, MK Mythology Sub Zero và MK: The Movie. Những tưởng con đường của vị tác giả này bằng phẳng thì không, ông đã gặp thất bại trong năm 2000 với MK Special Forces. Chán nản và thất vọng vì ý tưởng không được công nhận John Tobias lặng lẽ rời khỏi MIDWAY và ra đầu quân cho tập đoàn Microsoft với hy vọng tìm lại vị thế. Vận may đã đến với ông khi Microsoft đồng ý xác nhận ông cho một Studio nhỏ thiết kế game có tên là Gigante Studio. Tại đây bằng những kinh nghiệm thực tiễn của mình ông bắt tay sáng tạo ra một dòng Mortal Kombat mới bằng những ảnh hưởng của mình. Đó là Tao Feng: Fist Of The Lotus thông qua bộ truyện tranh Comic của 10 vị anh hùng nổi tiếng lúc trước của hai giáo phái Bạch Liên Giáo và Bọ Ngựa Đen rất được mến mộ lúc trước cho một dự án game đối kháng được làm trực tiếp trên nền máy XBOX của hãng. Với những năm kinh nghiệm đã từng hợp tác qua với Edd Boon trong việc thiết kế Mortal Kombat, Tobias đã bắt đầu hòa nhập rất nhanh với thể loại game mới này. Ông ta lập tức vung ngay vào những chiêu thức thiết kế đặc biệt của nền game và điều này đã khiến cho những fan hâm mộ bị lầm tưởng đây là một game đối kháng khác. Không phải tất cả đều có thể xuất hiện với 12 nhân vật như thế này, nhưng tại sao phải sáng tạo ra game này thì trước hết phải nói rõ với tất cả các fan hâm mộ là tại sao gọi đây là một Mortal Kombat hoàn toàn mới. Câu truyện của Tao Feng bắt đầu từ cuộc chiến của hai giáo phái duy nhất tại Hồng Kông, thực ra hai đảng phái này đã có thâm thù từ trước và luôn đấu đá nhau. Tất nhiên họ đã trở thành một huyền thoại bất diệt bởi vì trong khi chiến đấu để bảo vệ cho danh dự của giáo phái họ đã bước vào những cuộc chiến đứng về phía lẽ phải của thế hệ võ thuật của Trung Quốc xa xưa với những thế lực xấu xa xâm hại tổ quốc họ. Đây là Cuộc Chiến Sinh Tử không mong đợi của hai giáo phái nên về sự sinh tồn họ đã phải chiến đấu. Vẫn theo phong cách cũ của nền Mortal Kombat đó là việc lấy hững tinh hoa của những chiêu thức bạo lực kết hợp với những bộ môn võ điêu luyện của những chiến binh nên game Tao Feng đã có những truyền thống thực dụng kết hợp hoàn hảo với dong Mortal Kombat như một và phát huy hết tiềm năng của hệ máy console nổi tiếng của Microsoft là XBOX. Nếu bạn đã từng chơi qua game Mortal Kombat V: Deadly Alliance trên Xbox thì đừng bỏ qua game Tao Feng này mặc dù có rất nhiều fan chỉ quen hệ máy Play Station 2 chứ không thực dụng cho lắm với cỗ máy bói ra tiền của Bill Gate. Lưu ý thêm là những người viết bài đã chơi qua game này và công nhận đó là một game khá đỉnh khi tác dụng những hiệu ứng nứt và đổ vỡ của các tường và nền đất khi bị ngã và đánh chúng, phải công nhận một điều game rất ít lỗi và các nhân vật trong game được thiết kế khá chăm chút và nhìn rất có hồn về sinh động. Tốc độ game khá nhanh và ổn định mặc dù có hơi gượng gạo trong các đòn thế đánh, thêm vào đó là việc tác dụng thêm sự thương tật như bị đánh gãy tay, gãy chân nên có thể đang đánh nhau mà bị gián đoạn bằng những đoạn hoạt cảnh bị chấn thương của nhân vật trong khoảng 10 giây, thiết nghĩ thêm vào thì tốt nhưng lại thành thừa. Tao Feng còn mắc một nhược điểm đó là việc sử dụng các đòn thế liên hoàn là đánh theo một dãy y hệt nhau (Thực hiện chiêu theo một liên hoàn cố định không đổi) chứ không thể bịa chiêu lung tung được nên đây đã là một khuyết điểm mà khiến fan hâm mộ hiếm ai ưa game mà không tự sáng tạo ra thêm. Sau khi phát hành game Gigante Studios này được biết đến với hàng loạt các game đình đám khác nhưng hầu như họ chỉ biết đến ở góc độ nhỏ, nhưng dù sao John Tobias đã hoàn thành tốt sứ mạng của mình cho bộ game mới về Mortal Kombat thực sự khiến giới hâm mộ hài lòng trong năm 2003.